# Utraquismo
Utraquismo (del latín sub utraque specie, es decir, "en ambas especies") es una corriente de pensamiento cristiana que afirma que la eucaristía debe administrarse siempre a todos los fieles en "ambas especies", o sea, pan y vino. En la práctica de algunas Iglesias, principalmente la católica, tradicionalmente sólo los sacerdotes bebían del vino consagrado durante la celebración.
Históricamente, los utraquistas fueron una facción de los husitas, partidarios del teólogo Jan Hus, que fue condenado a morir en la hoguera en 1415.
Tras un período de enfrentamiento bélico, principalmente en la antigua Moravia, los utraquistas se reconciliaron con la Iglesia católica. Sin embargo, el utraquismo ha pervivido en forma de diversos brotes de reforma de la Iglesia, hasta que en 1920 se constituyó la Iglesia husita checoslovaca de forma independiente.